# 전방
전방(全紡)은 대한민국의 섬유 전문 제조업 기업이자 면방 생산 업체이다. 일제강점기이던 1935년, 가네보방적을 설립하던 것을 시초로 기원하여, 1953년 2월 기존 가네보방적을 자본금 84억원으로 승계하는 형태로 정식으로 설립되었다. 설립 당시 사명은 전남방직(全南紡織)이었으나, 1970년 현재의 상호로 사명이 변경되었다. 본사는 서울특별시 서대문구 충정로(서소문로)에 있으며 공장은 경기도 시흥시, 충청남도 천안시, 광주광역시(광주공장, 평동공장), 전라남도 영암군, 전라북도 익산시 등 6곳에 공장을 두고 있으며, 과거에는 인천광역시 부평구 청천동에도 공장 터가 있었다.

## 역대 회장
- 김용주 (명예회장)
- 김창성 (명예회장)
- 조규옥 (현직 회장)

## 사건 및 사고
- 1992년 1월 14일 : 새벽 2시 45분쯤, 인천직할시 북구 청천동 (주)전방 부평공장에서 섬유 찌꺼기 원사 재생 작업 중 작동중이던 실감는 기계에서 갑자기 불똥이 튀면서 쌓아 놓은 원사로 불길이 옮겨 붙어 화재가 발생, 종업원 2명이 숨지고 시가 1억 4,500만원 상당의 재산 피해가 발생.[2]